# 染丝翠雀花
染丝翠雀花（學名：Delphinium semibarbatum）是毛茛科翠雀属多年生草本植物，原产中亚地区以及伊朗、阿富汗。其花朵可以提取黄色染料，在中亚及西亚地区用来给丝织品染色。

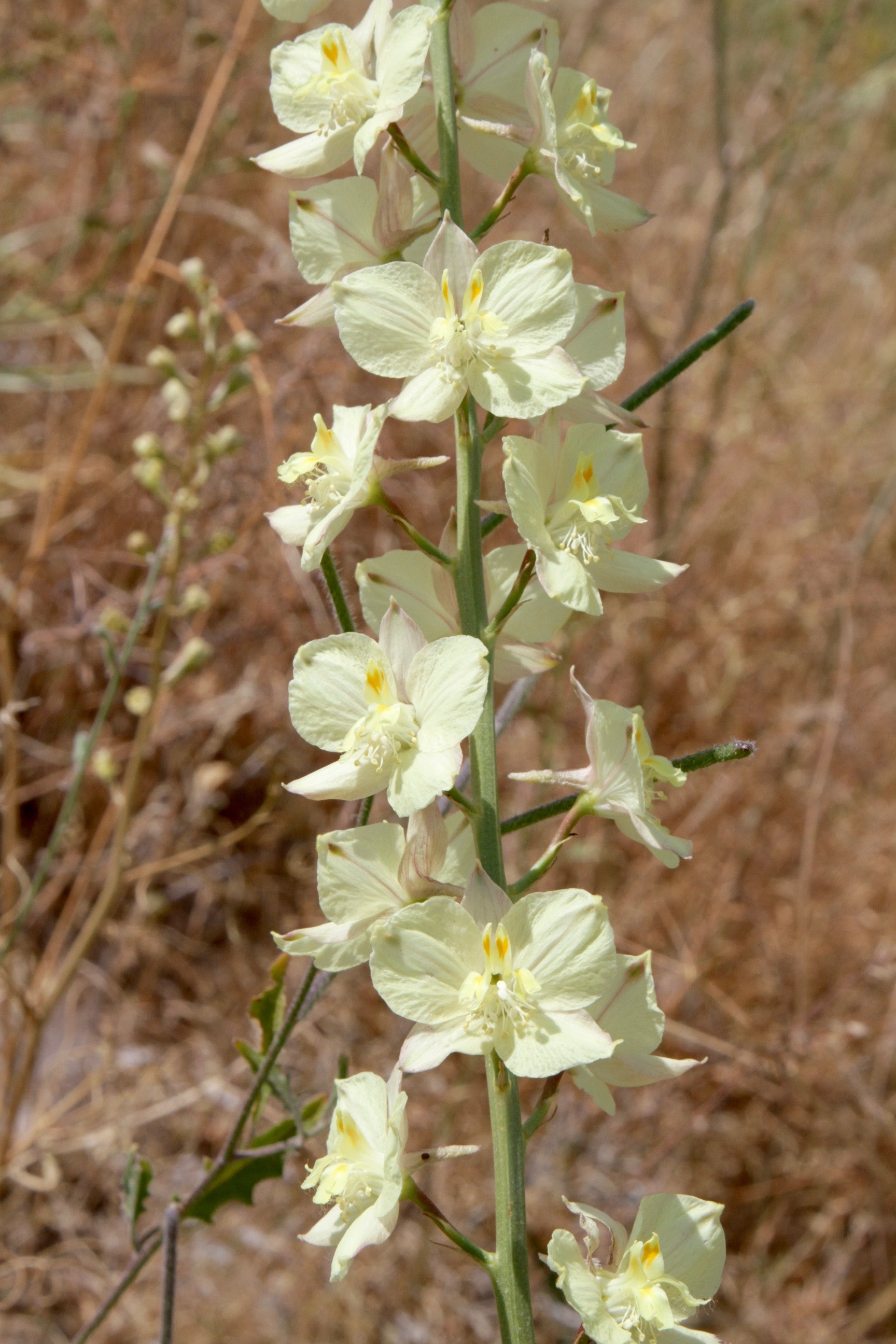
染丝翠雀花

另有姹丽翠雀花（學名：Delphinium zalil），有学者认为应并入染丝翠雀花，但亦有学者认为二者虽然极为近似，但仍有诸多不同，应该作为不同的种处理。